# Concord Oval
El Concord Oval es un estadio de rugby localizado en Sídney, Australia. Pertenece al West Harbour RFC de la Shute Shield y albergó seis partidos de la Copa del Mundo de Rugby en 1987.

## Historia
Originalmente la zona era el St. Luke's Park, en 1910 se creó el campo de rugby y en 1920 se consolidó el estadio con tribunas de madera. En 1985 se finalizó la estructura actual.
Con la construcción del Estadio de Fútbol de Sídney y posteriormente del Estadio ANZ, más modernos y de mayor capacidad, el estadio perdió importancia y actualmente alberga competencias de baja popularidad.

### Copa Mundial de Rugby de 1987
Fue una de las dos sedes australianas de Nueva Zelanda 1987. Cuatro de ellos fueron de los Wallabies, en el último partido, Serge Blanco marcó su legendario try para que Les Bleus triunfen sobre los locales y avancen a la final del torneo.